# 錢騋
錢騋，浙江省紹興府上虞縣人，清朝政治人物、进士出身。
嘉慶十六年，登进士，授翰林院庶吉士。